# An VI
XVIIIe siècle |
XIXe siècle  |
XXe siècle
Années 1780 | Années 1790 | Ère républicaine | Années 1800 | Années 1810
an I | an II | an III | an IV | an V | an VI | an VII | an VIII | an IX | an X | an XI | an XII | an XIII | an XIV
L'an VI du calendrier républicain correspond aux années 1797 et 1798 du calendrier grégorien. Cette année a commencé le 22 septembre 1797 et s'est terminée le 21 septembre 1798.

## Événements
- 26 vendémiaire (17 octobre 1797) : traité de Campo-Formio (fin de la première coalition) entre la France et l'Autriche. La France récupère la Belgique et les Pays-Bas mais abolit la république de Venise qu'elle cède à l'Autriche. La France gagne également les îles Ioniennes et assure sa mainmise sur la rive gauche du Rhin et sur l'Italie.
- 1e brumaire ((22 octobre 1797) : André-Jacques Garnerin effectue le premier saut en parachute de l'histoire, au-dessus du parc Monceau à Paris[1]
- 15 nivôse (4 janvier 1798) : réunion de la république de Mulhouse à la France.
- 19 ventôse (9 mars) : Jean-Baptiste Bessières, futur maréchal d'Empire, est fait chef de brigade.
- 14 germinal (3 avril) : arrêté introduisant le culte décadaire. Ce sera un échec.
- 13 messidor (1er juillet 1798) : débarquement de Napoléon Bonaparte en Égypte.
- 3 thermidor (21 juillet) : bataille des Pyramides : Bonaparte bat les Mamelouks de Mourad Bey en Égypte.
- 14 thermidor (1er août) : défaite d'Aboukir : la flotte française d'Égypte est anéantie par les Britanniques.
- 3 fructidor (20 août) : fondation au Caire de l'Institut d'Égypte.
- 10 fructidor (27 août) : victoire franco-irlandaise à la bataille de Castlebar.
- 19 fructidor (5 septembre) : la loi Jourdan-Delbrel pose le principe de la conscription pour tous les jeunes âgés de 25 ans, pour une durée de 5 ans en temps de paix et de façon illimitée en temps de guerre. Le service militaire est obligatoire en complément du volontariat. Les recrues sont désignées par tirage au sort.
- Napoléon Bonaparte s'empare de Malte.
- La Grande-Bretagne, l'Autriche, la Russie et la Turquie forment une seconde coalition anti-française.
- Les armées françaises envahissent Rome et la Confédération des XIII cantons (Invasion française de 1792), entraînant la constitution des républiques romaine et helvétique.
- Genève devient française.

## Concordance
| 1 Vendémiaire  | 22 septembre |
| 9 Vendémiaire  | 30 septembre |
| 10 Vendémiaire | 1er octobre  |
| 30 Vendémiaire | 21 octobre   |
| 1 Brumaire     | 22 octobre   |
| 10 Brumaire    | 31 octobre   |
| 11 Brumaire    | 1er novembre |
| 30 Brumaire    | 20 novembre  |
| 1 Frimaire     | 21 novembre  |
| 10 Frimaire    | 30 novembre  |
| 11 Frimaire    | 1er décembre |
| 30 Frimaire    | 20 décembre  |
| 1 Nivôse       | 21 décembre  |
| 11 Nivôse      | 31 décembre  |

| 12 Nivôse   | 1er janvier |
| 30 Nivôse   | 19 janvier  |
| 1 Pluviôse  | 20 janvier  |
| 12 Pluviôse | 31 janvier  |
| 13 Pluviôse | 1er février |
| 30 Pluviôse | 18 février  |
| 1 Ventôse   | 19 février  |
| 10 Ventôse  | 28 février  |
| 11 Ventôse  | 1er mars    |
| 30 Ventôse  | 20 mars     |
| 1 Germinal  | 21 mars     |
| 11 Germinal | 31 mars     |
| 12 Germinal | 1er avril   |
| 30 Germinal | 19 avril    |

| 1 Floréal    | 20 avril    |
| 11 Floréal   | 30 avril    |
| 12 Floréal   | 1er mai     |
| 30 Floréal   | 19 mai      |
| 1 Prairial   | 20 mai      |
| 12 Prairial  | 31 mai      |
| 13 Prairial  | 1er juin    |
| 30 Prairial  | 18 juin     |
| 1 Messidor   | 19 juin     |
| 12 Messidor  | 30 juin     |
| 13 Messidor  | 1er juillet |
| 30 Messidor  | 18 juillet  |
| 1 Thermidor  | 19 juillet  |
| 13 Thermidor | 31 juillet  |

| 14 Thermidor | 1er août      |
| 30 Thermidor | 17 août       |
| 1 Fructidor  | 18 août       |
| 14 Fructidor | 31 août       |
| 15 Fructidor | 1er septembre |
| 30 Fructidor | 16 septembre  |

| de la vertu     | 17 septembre |
| du génie        | 18 septembre |
| du travail      | 19 septembre |
| de l’opinion    | 20 septembre |
| des récompenses | 21 septembre |